# كبكب (عين بوعلي)
كبكب هي إحدى مشيخات المملكة المغربية، تتبع جغرافيا لإقليم مولاي يعقوب وإداريًا لعين بوعلي. يقدر عدد سكانها بـ 5917 نسمة حسب الإحصاء الرسمي للسكان والسكنى لسنة 2004.